# Teyl harveyi
Teyl harveyi is een spinnensoort uit de familie Anamidae. 
Teyl harveyi werd in 2004 beschreven door Main.